# Mahenge
Mahenge è una circoscrizione urbana (urban ward) della Tanzania situata nel distretto di Ulanga, regione di Morogoro. Conta una popolazione di 9 523 abitanti (censimento 2012). In questo distretto è attiva la Eye Care Foundation.